# Liste der Denkmäler des Deutsch-Französischen Krieges im Landkreis Tübingen
Diese Liste gibt einen Überblick über Gedenkstätten im Landkreis Tübingen, die sich schwerpunktmäßig der Geschichte des Deutsch-Französischen Krieges von 1870/71 widmen.

## Liste
| Bild | Ort                  | Ortsteil             | Lage                                        | Beschreibung                                                                                          |
| --- | -------------------- | -------------------- | ------------------------------------------- | --- |
| Weitere Bilder | Ammerbuch            | Entringen            | Gartenstraße 48° 33′ 5″ N, 8° 58′ 1″ O      | Friedenslinde, gepflanzt 1871.                                                                        |
| Bild gesucht Die Wikipedia wünscht sich an dieser Stelle ein Bild vom Ort mit diesen Koordinaten 48.396547343033 8.9660041512569 . Motiv: Kriegerdenkmal Bodelshausen Falls du dabei helfen möchtest, erklärt die Anleitung , wie das geht. BW | Bodelshausen         | Bodelshausen         | Friedhof 48° 23′ 48″ N, 8° 57′ 58″ O        | Gedenktafel.                                                                                          |
| Bild gesucht Die Wikipedia wünscht sich an dieser Stelle ein Bild vom Ort mit diesen Koordinaten 48.417043887379 8.8868915127157 . Motiv: Kriegerdenkmal Hirrlingen Falls du dabei helfen möchtest, erklärt die Anleitung , wie das geht. BW   | Hirrlingen           | Hirrlingen           | Friedhofskapelle 48° 25′ 1″ N, 8° 53′ 13″ O | Gedenktafel.                                                                                          |
| | Kusterdingen         | Mähringen            | Aussegnungshalle 48° 29′ 0″ N, 9° 6′ 53″ O  | Gedenktafel.                                                                                          |
| | Kusterdingen         | Kusterdingen         | Aussegnungshalle 48° 31′ 15″ N, 9° 7′ 26″ O | Gedenktafel.                                                                                          |
| Weitere Bilder | Rottenburg am Neckar | Rottenburg am Neckar | Gartenstraße 48° 28′ 29″ N, 8° 56′ 20″ O    | Obelisk mit Löwenköpfen zur Erinnerung an die Gefallenen im deutsch-französischen Krieg. Erbaut 1873. |
| Weitere Bilder | Tübingen             | Tübingen             | Sand 48° 32′ 4″ N, 9° 4′ 24″ O              | Friedenseiche, gepflanzt 1871.                                                                        |
| Weitere Bilder | Tübingen             | Tübingen             | Stadtfriedhof 48° 31′ 37″ N, 9° 3′ 18″ O    | Viereckige Stele.                                                                                     |